# 蒙格丽
蒙格丽（1968年8月—），女，汉族，重庆铜梁人，中华人民共和国政治人物。现任重庆市政协常委，民盟中央常委，民盟重庆市委专职副主委。第十四届全国政协委员。